# Oconee
Oconee, pleme američkih Indijanaca porodice Muskhogean s rijeke Oconee u Georgiji, srodni grupama Atsik-hata ili Hitchiti govornika koja uključuje plemena Hitchiti, Okmulgee, Oconee, Sawokli, Tamathli, Mikasuki i Chiaha.
Rani dokumenti spominju dvije Oconee grupe, koje su po svoj prilici srodne. Jedna je obitavala na obali Georgije a kasnije su se uputili u zemlju Apalachee Indijanaca gdje su se otopili među njima prijwe kraja 17. stoljeća. Druga grupa živjela je duž rijeke Oconee. Negdje 1685. Ova druga grupa nalazi se na rijeci Chattahoochee odakle sele na Rock Landing. Godine 1716. prelaze na istočnu obalu Chattahoocheeja u okrugu Stewart (Georgia), a nekoliko godina kasnije na Alachua Plains, u gradu koji Bartram naziva Cuscowilla, na područje sadašnjeg okruga Alachua na Floridi, gdje će učestvovat u stvaranju jezgre Seminola. Oni su činili prvu veliku skupinu sjevernih Indijanaca koja se naselila na Floridi, a njihove poglavice su postale priznate kao poglavice Seminola. Jedan od njih, Mikonopi, bio je istaknut tijekom Seminolskog rata, ali je identitet samog plemena izgubljen nakon te borbe. Čini se da se drugi dio njih neko vrijeme nastanio među Apalačima. Na Floridi ostaju do kraja seminolskih ratova, odakle će većina biti preseljeni u Oklahomu, i izgubiti svoj identitet kao posebno pleme.
Oconee-populacija iznosila je 1738., 50; 1750., 30; 1760., 50; 1761., 50. Godine 1675. bilo ih je 200 na Apalachee misiji San Francisco de Oconi.

## Vanjske poveznice
- The Origin Of The Seminole Indians  Arhivirana inačica izvorne stranice od 9. svibnja 2008. (Wayback Machine)